# Барановский район
Бара́новский райо́н (укр. Баранівський район) — упразднённая административная единица на западе Житомирской области Украины.
Административный центр — город Барановка.

## География
Площадь — 1000 км². Основные реки — Случь, Смолка, Нивна.

## История
28 ноября 1957 года к Барановскому району была присоединена часть территории упразднённого Довбышского района. Упразднён 30 декабря 1962 года, восстановлен 8 декабря 1966 года.
17 июля 2020 года в результате административно-территориальной реформы район вошёл в состав Новоград-Волынского района.

## Демография
Население района составляет 40,5 тыс. человек (данные 2016 г.), в том числе в городских условиях проживают около 13 тыс. Всего насчитывается 63 населённых пункта.

## Административное устройство
Количество советов:
- городских — 1;
- поселковых — 5;
- сельских — 15.

Количество населённых пунктов:
- городов районного значения — 1;
- посёлков городского типа — 5;
- сёл — 57.

## Населённые пункты

### Город
- Барановка

### Посёлки городского типа
- Довбыш
- Каменный Брод
- Марьяновка
- Першотравенск
- Полянка

### Сёла
- Адамовка
- Берестовка
- Будиско
- Вересна • Вирля • Вишнёвка • Владимировка • Глинянка • Глубочок • Гриньки • Деревищина • Дибровка • Дорогань • Дубровка • Жары • Жёлтое • Забара • Закриничье • Зелёный Гай • Зеремля • Зирка • Зятинец • Ивановка • Йосиповка • Кашперовка • Климентиевка • Красуля • Лесовая Поляна • Лесовое • Любарская Гута • Марковка • Мирославль • Млыны • Мокрое • Наталия • Ожгов • Озерянка • Острожок • Осычно • Радулин • Рогачов • Рудня • Середня • Ситиско • Смолдырев • Срубок • Старая Гута • Столпы • Суемцы • Таборы • Тартак • Туровая • Хижовка • Червонодворка • Червонопрапорное • Явное • Ялышев

## Экономика
- Фарфоровые заводы — г. Барановка, пгт Довбыш, пгт Першотравенск (электрофарфор).
- Фаянсовый завод — пгт Каменный Брод.
- Лесохозяйственное направление.